# Riihimäki–Tammerfors-banan
Riihimäki-Tammerfors-banan är ett banavsnitt på finska Stambanan och sträcker sig från Riihimäki, via Tavastehus och Toijala till Tammerfors. Bansträckningen är till största delen en tvåspårig, elektrifierad bana som är utrustad med automatisk trafikövervakning. Den högsta tillåtna hastigheten på bansträckningen är 200 km/h.

## Stationer

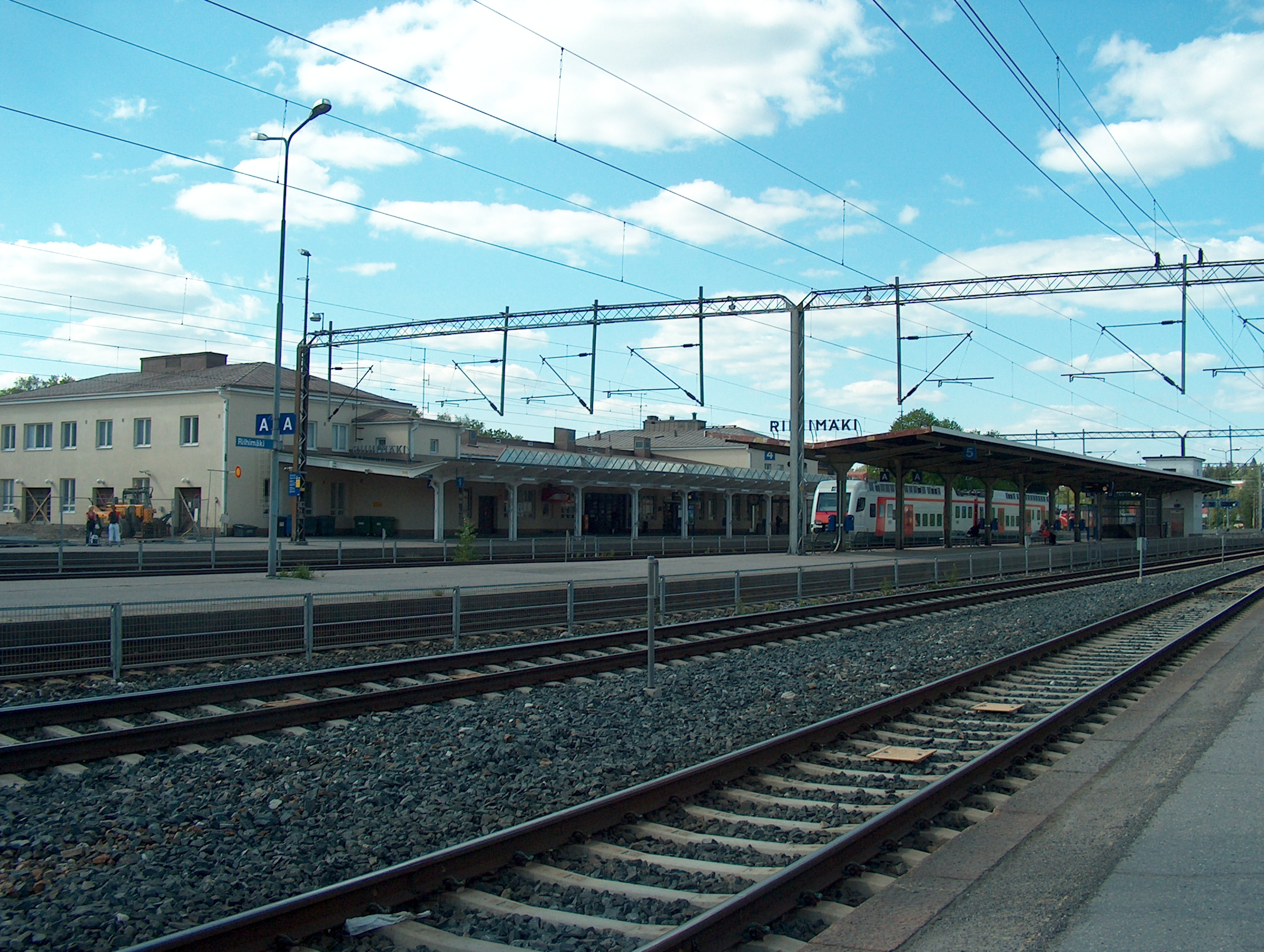
Riihimäki
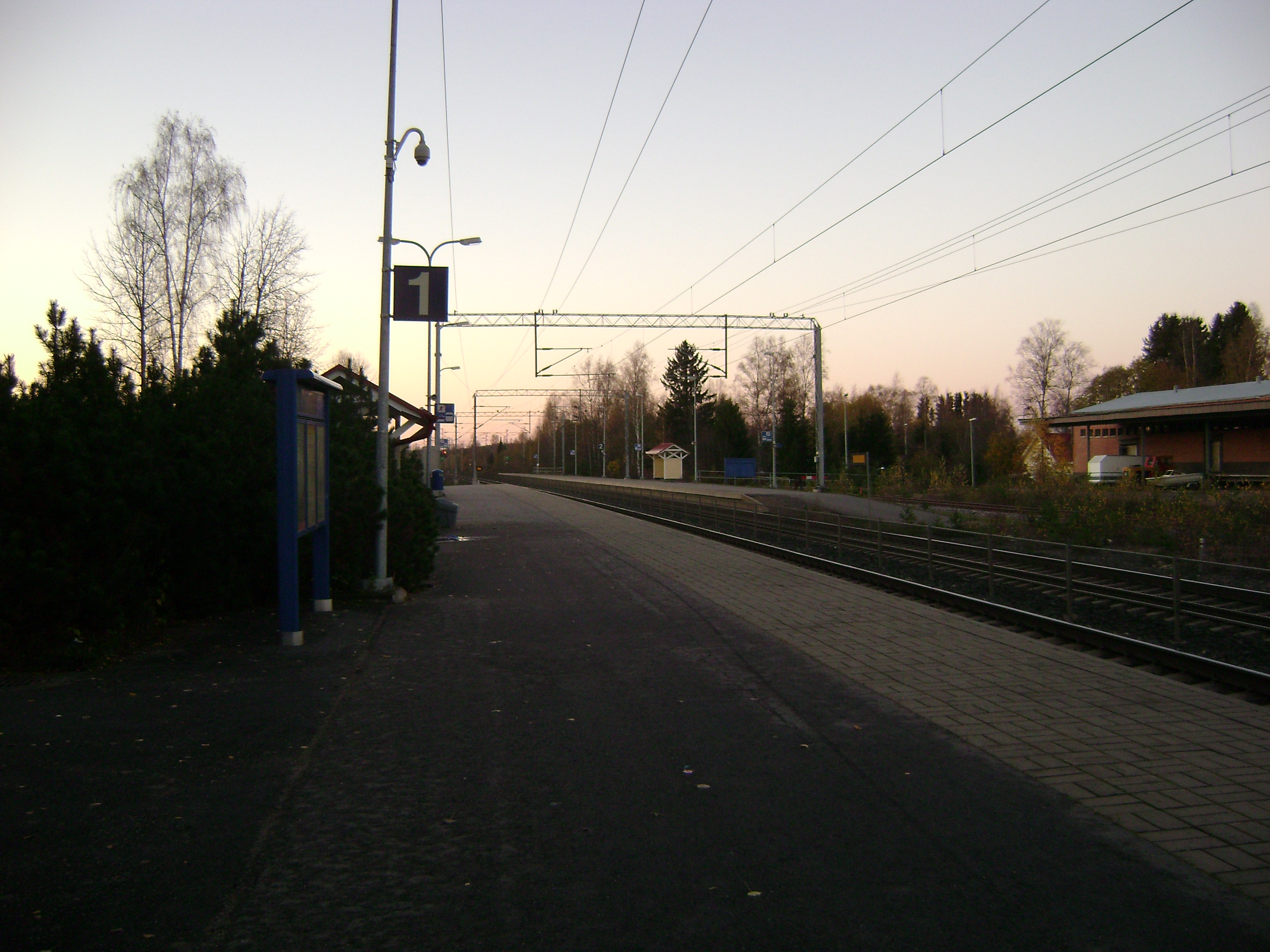
Ryttylä
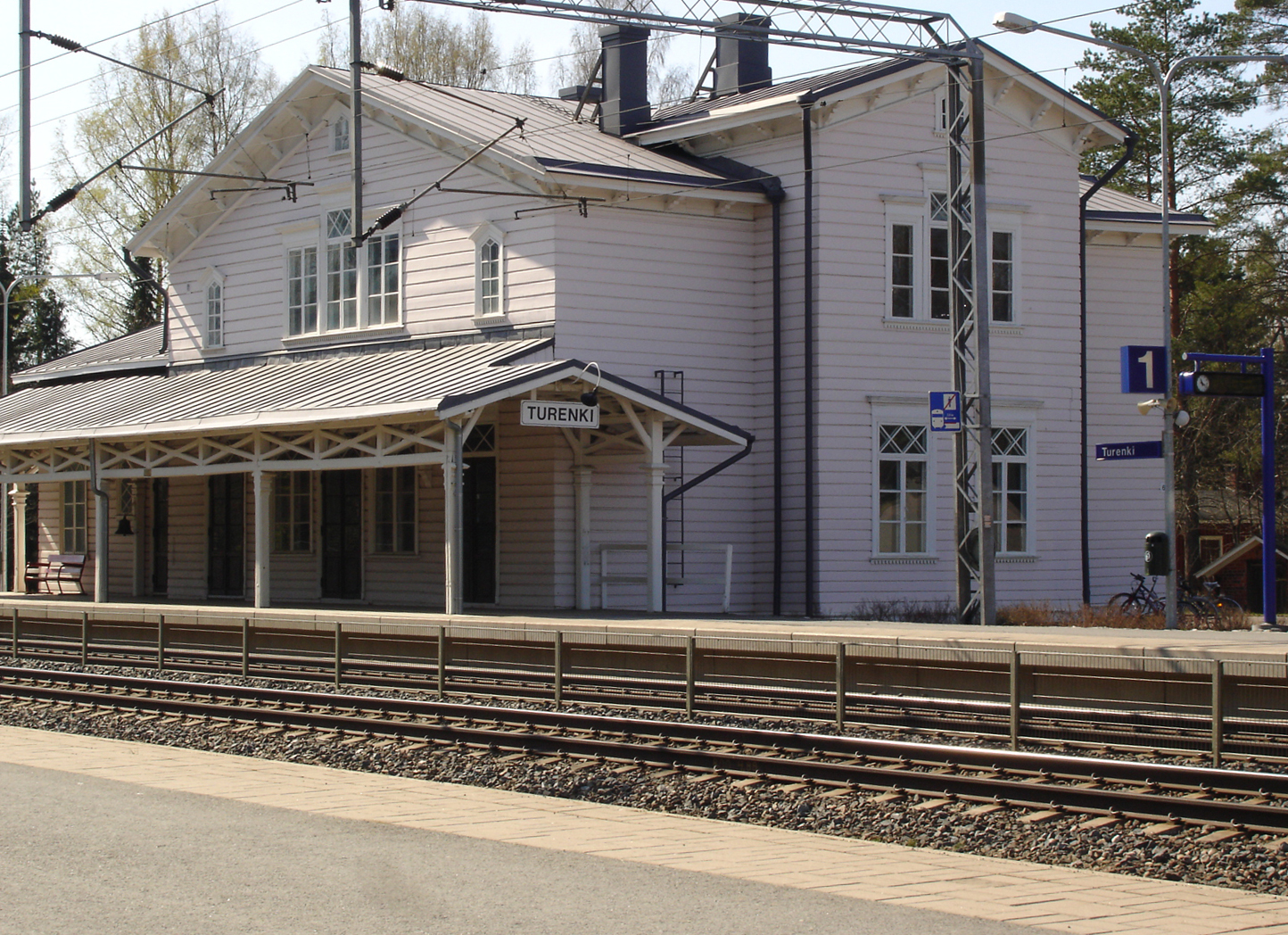
Turengi
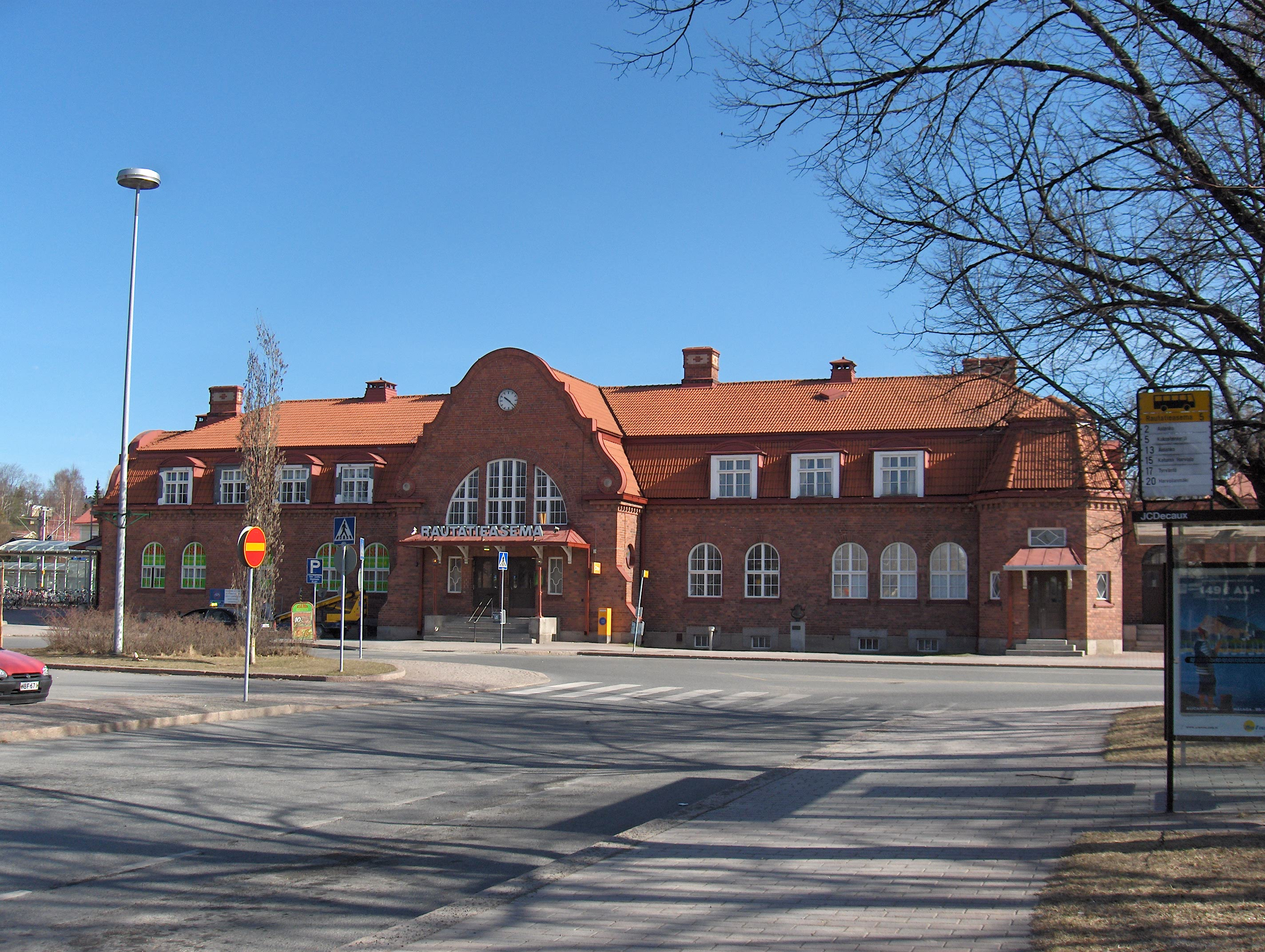
Tavastehus
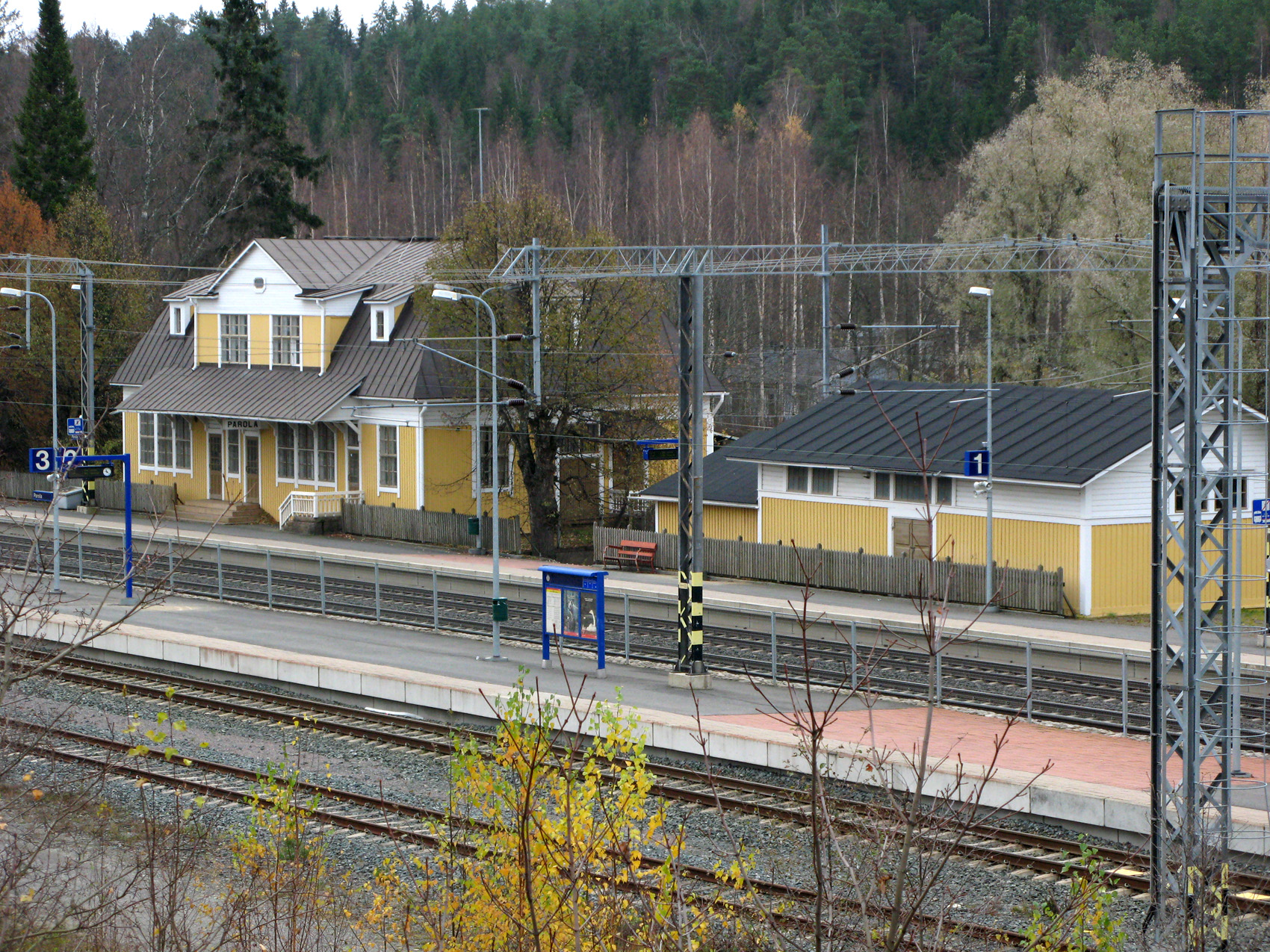
Parola
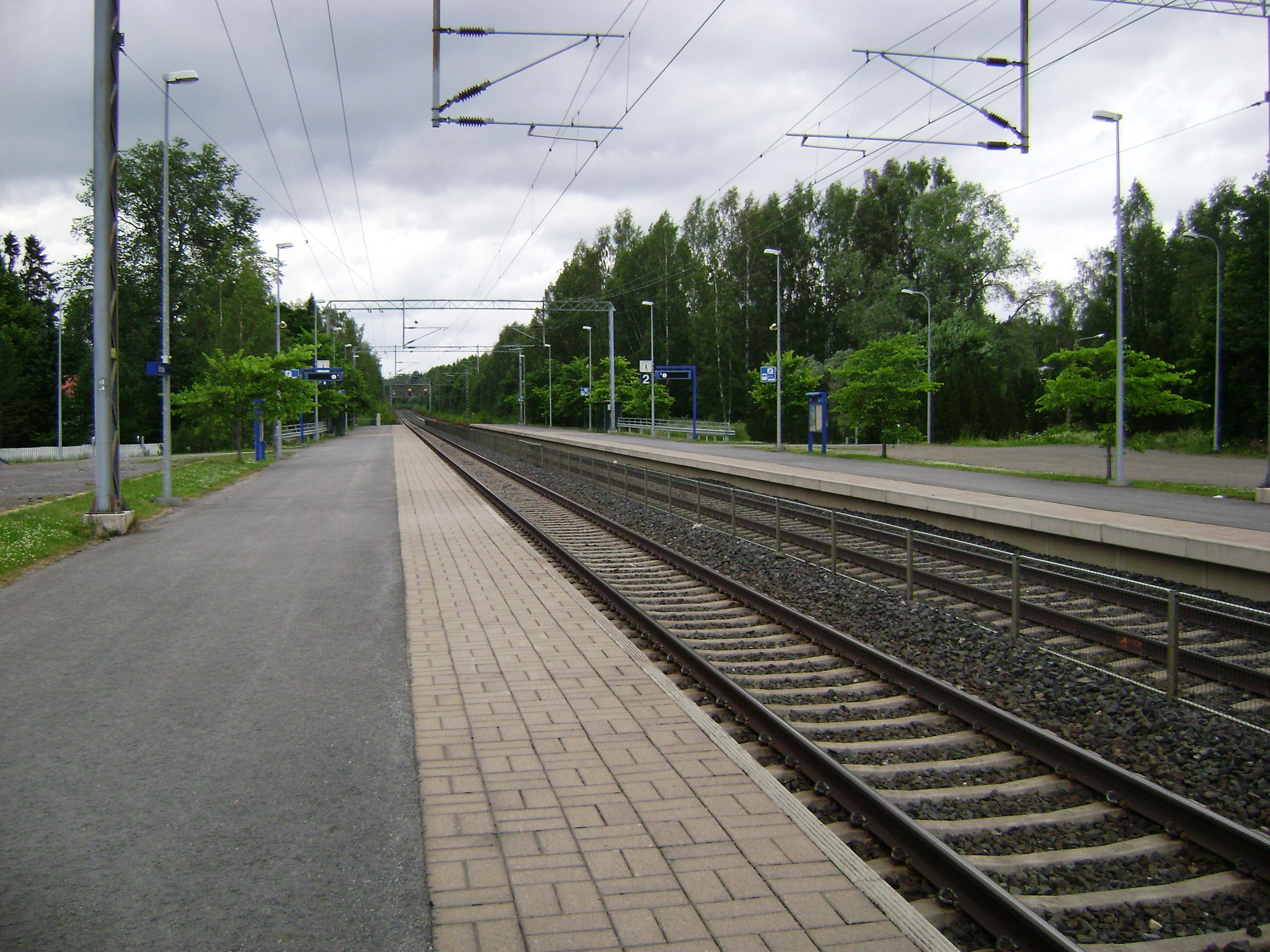
Iittala
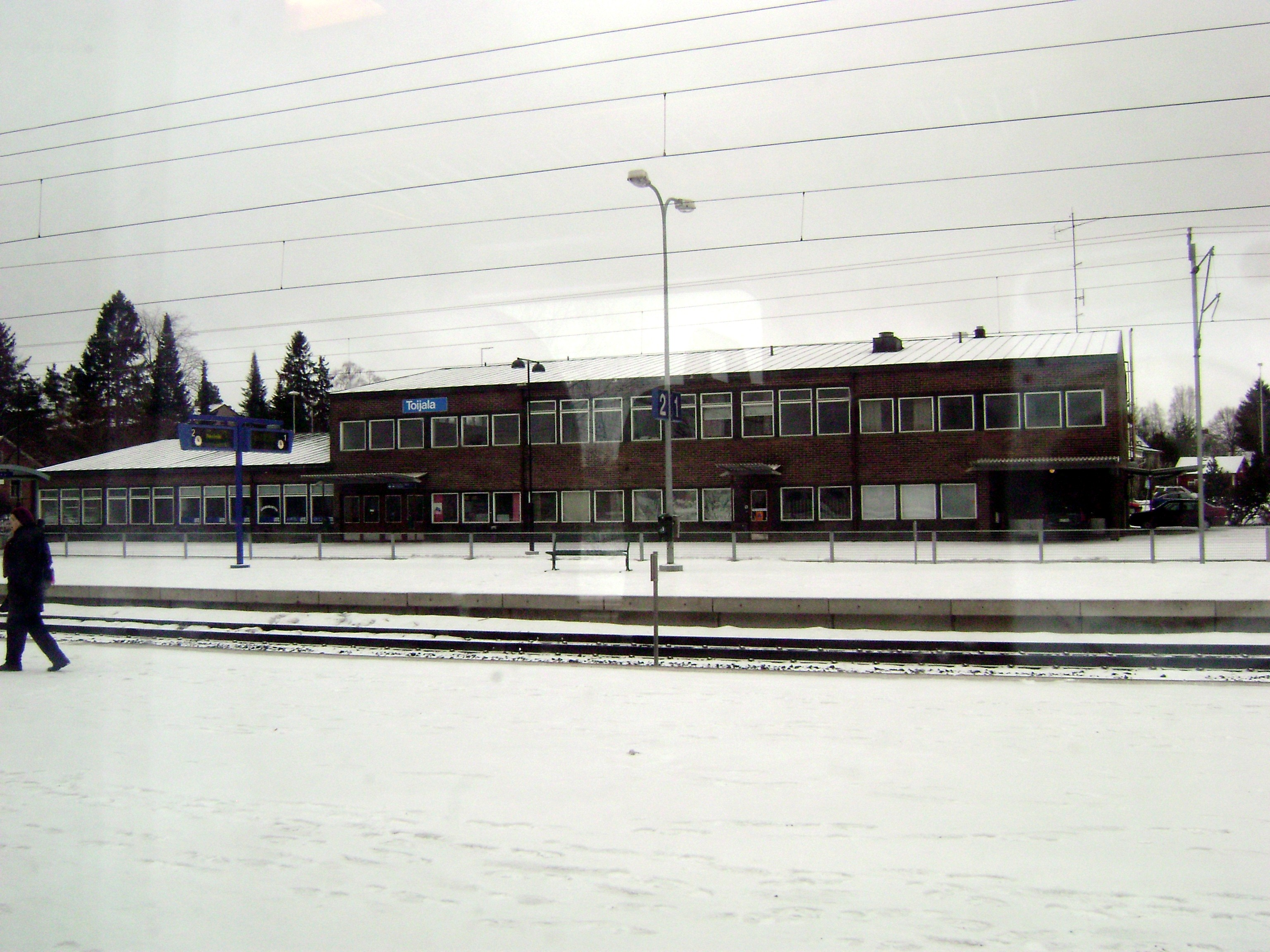
Toijala
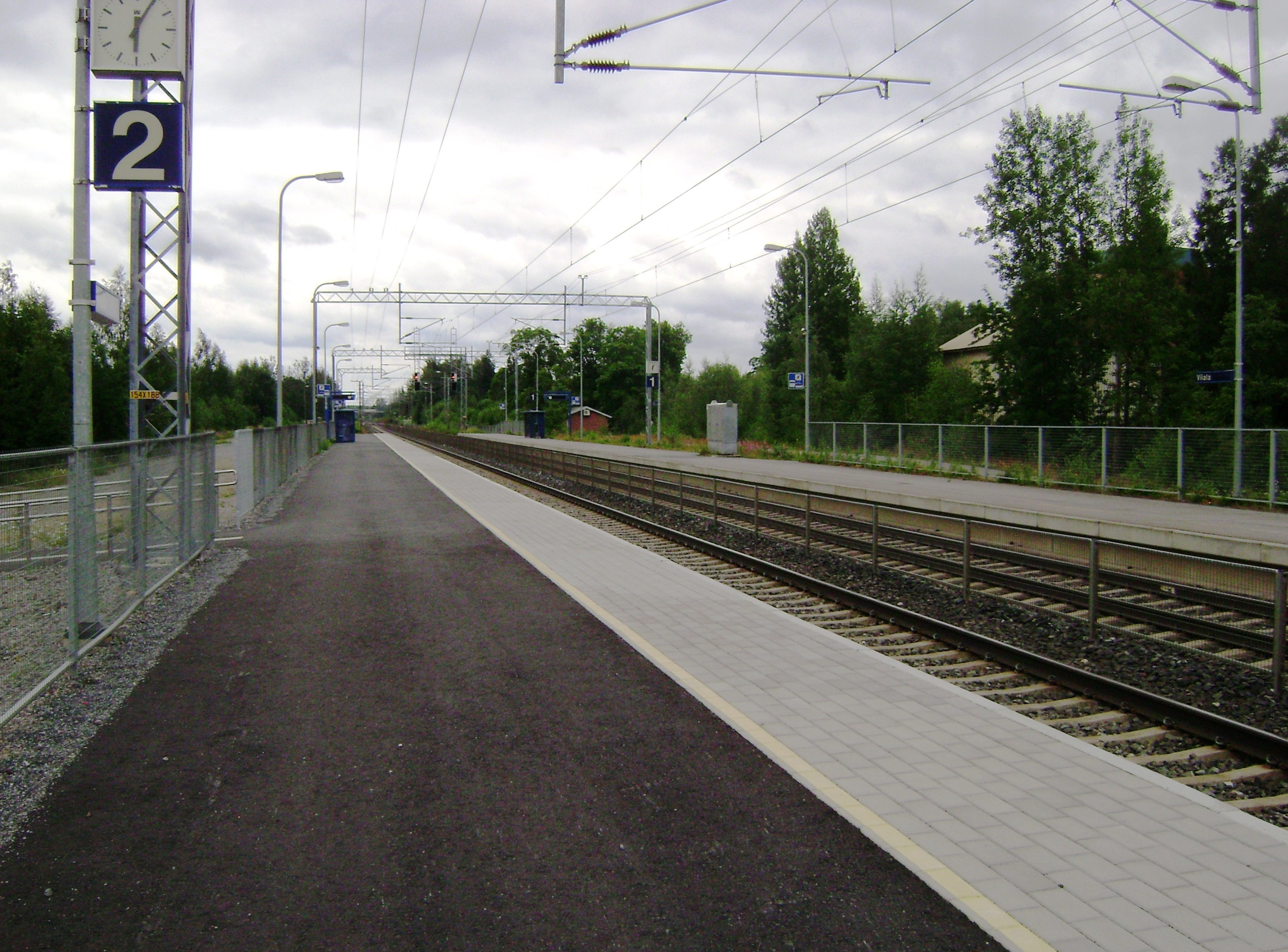
Viiala
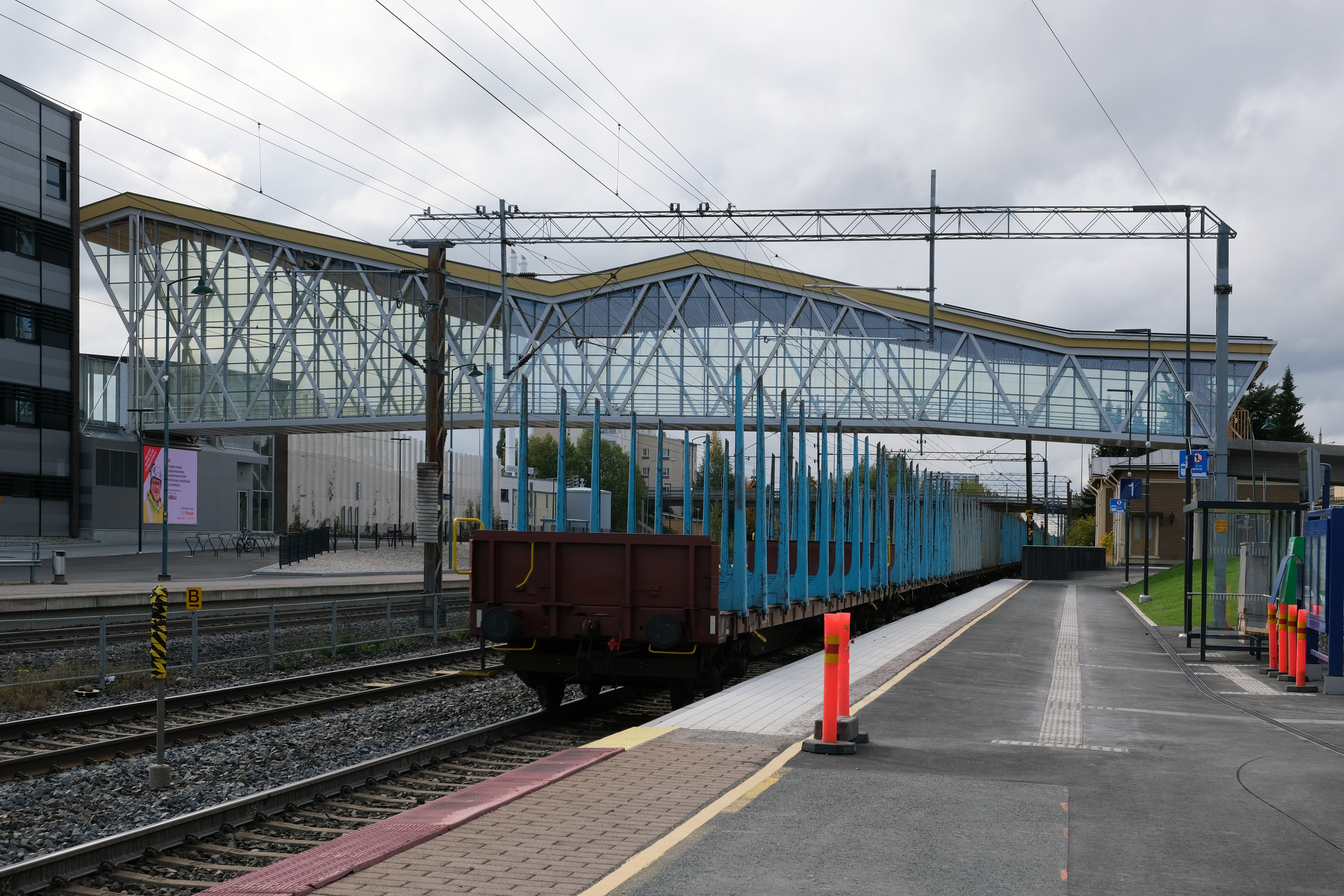
Lembois
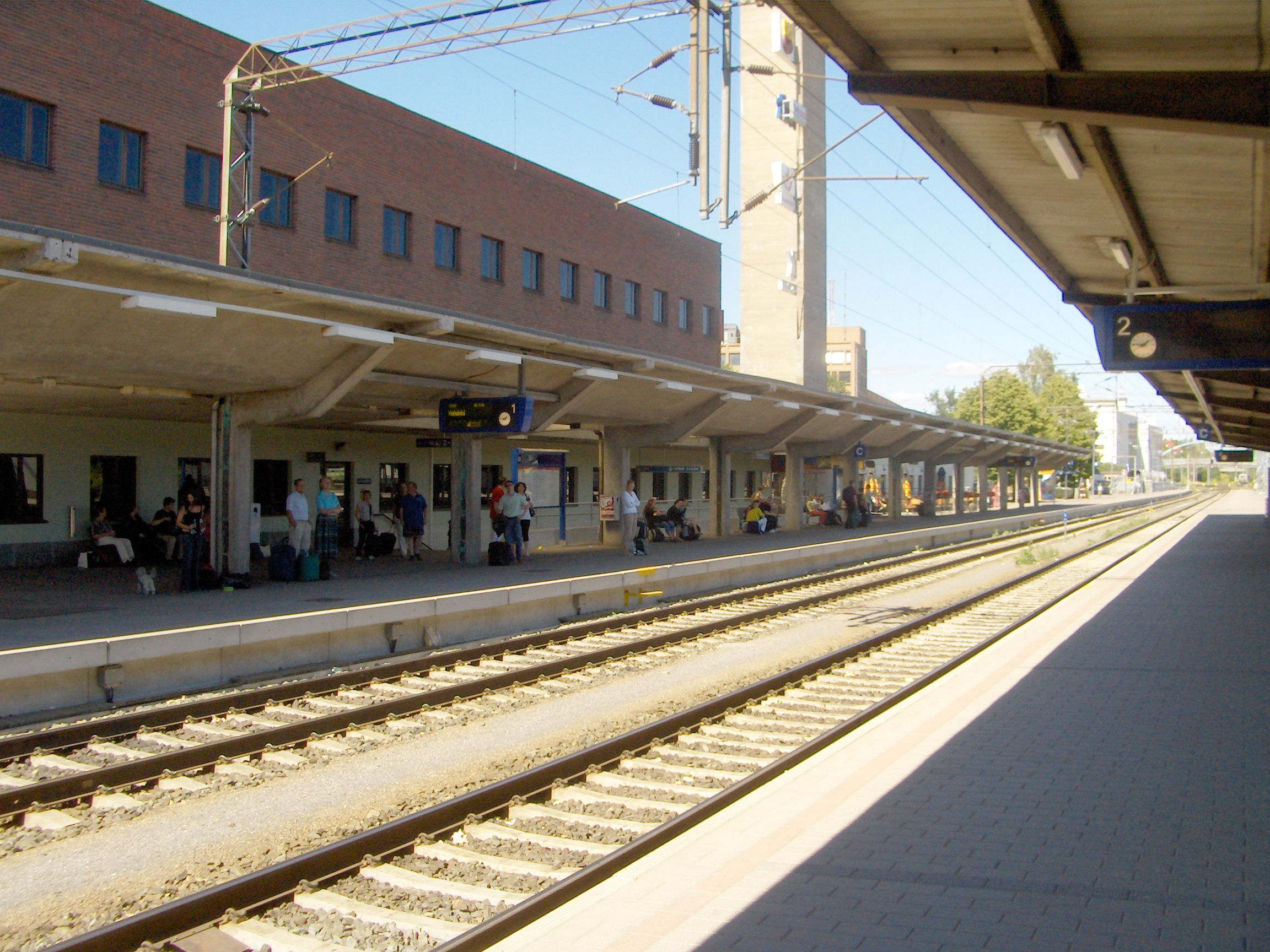
Tammerfors

## Fotnoter
1. ↑  ”Arkiverade kopian”. Arkiverad från originalet den 25 maj 2012. https://archive.is/20120525140431/http://www.rhk.fi/pa_svenska/bananvandningen/beskrivning_av_finlands_bannat/. Läst 16 mars 2009. Beskrivning av Finlands bannät